# Daniele Santarelli
Daniele Santarelli (ur. 8 czerwca 1981 w Foligno) – włoski trener siatkarski. Obecnie jest trenerem żeńskiej reprezentacji Turcji i włoskiego klubu Imoco Volley Conegliano.
Jego żoną jest siatkarka Monica De Gennaro. Wzięli ślub 24 czerwca 2017 roku. Obecnie występuje w drużynie w Imoco Volley Conegliano.

## Sukcesy trenerskie

### klubowe
Mistrzostwo Włoch:
- 2018, 2019, 2021, 2022[5], 2023[6], 2024[7], 2025[8]

Liga Mistrzyń:
- 2021, 2024[9], 2025[10]
- 2019, 2022[11]
- 2018

Superpuchar Włoch:
- 2018, 2019, 2020, 2021, 2022[12], 2023[13], 2024[14]

Klubowe Mistrzostwa Świata:
- 2019, 2022[15], 2024[16]
- 2021

Puchar Włoch:
- 2020, 2021, 2022[17], 2023[18], 2024[19], 2025[20]

### reprezentacyjne
Chorwacja
Liga Europejska:
- 2021

Serbia
Liga Narodów:
- 2022[21]

Mistrzostwa Świata:
- 2022[22]

Turcja
Liga Narodów:
- 2023[23]

Mistrzostwa Europy:
- 2023[24]